# سیکایوکی

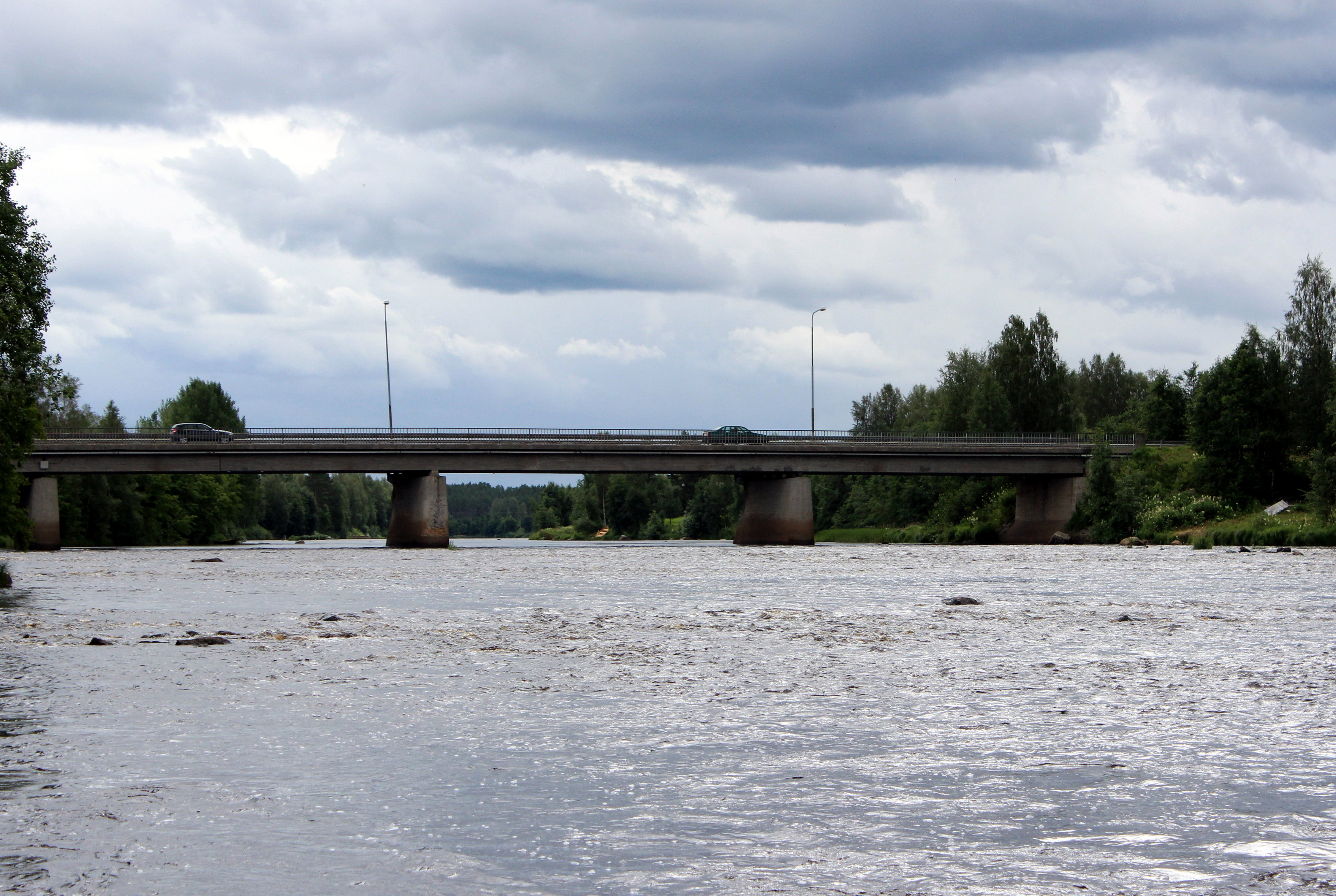
پل رودخانه سیکایوکی

سیکایوکی (انگلیسی: Siikajoki) رودخانه ای در فنلاند است. ۱۶۰ کیلومتر (۹۹ مایل) طول دارد. به خلیج بوتنی می‌ریزد.